# Trần Oanh
Trần Oanh (1927 - 1986) là vận động viên bắn súng Việt Nam. Năm 2000, ông được Ủy ban Olympic quốc tế (IOC) công nhận là Vận động viên xuất sắc nhất thế kỷ 20 của Việt Nam theo đề xuất của Ủy ban Thể dục Thể thao Việt Nam.

## Tiểu sử và thành tích
Ông sinh năm 1927, quê ở miền biển xã Hải Yến, huyện Tĩnh Gia (nay là phường Hải Bình), tỉnh Thanh Hóa.
Từ năm 17 tuổi, trong bối cảnh cuộc chiến tranh Đông Dương, ông gia nhập bộ đội địa phương. Ông nổi tiếng với bộ môn bắn súng, thường tham dự các giải thể thao của quân đội các nước Xã hội chủ nghĩa hằng năm và thường xuyên xếp thứ nhất.
Tháng 7 năm 1962, tại Plzen (Tiệp Khắc), trong giải bắn súng quân đội các nước XHCN với sự tham dự của hàng trăm tay súng đến từ 15-16 nước trên thế giới, ông chiếm giải nhất khi bắn được 587 điểm trong bộ môn bắn súng nội dung 25 mét súng ngắn ổ quay, vượt kỷ lục thế giới lúc đó. Nhờ thành tích này, ông được thăng cấp thượng úy Quân đội nhân dân Việt Nam.
Năm 1966, tại giải GANEFO châu Á (giải thể thao của các nước mới phát triển) ông đoạt Huy chương vàng môn súng ngắn bắn chậm với thành tích 574 điểm. Năm 1967, tại giải bắn súng hữu nghị quốc tế mở rộng tại Bắc Kinh, cũng trong bộ môn bắn súng nội dung 25 mét súng ngắn bắn chậm, ông đoạt giải nhất khi bắn được 554 điểm, vượt kỷ lục châu Á lúc bấy giờ.
Năm 1974, ông về hưu và sống cuộc đời nghèo khổ, thiếu thốn, cho đến khi qua đời ngày 20/8/1986 (tức 15/7 âm lịch năm Bính Dần)
Năm 2000, ông được Ủy ban Olympic quốc tế (IOC) công nhận là Vận động viên xuất sắc nhất thế kỷ 20 của Việt Nam theo đề xuất của Ủy ban Thể dục Thể thao Việt Nam.